# Бунь Михайло Федорович
Миха́йло Фе́дорович Бунь (нар. 22 серпня 1932, с. Угорники, тепер — у складі міста Івано-Франківська — 3 квітня 2018) — малолітній член ОУНР та УПА, політв'язень, громадський та політичний діяч, колишній голова Броварського осередку Народного Руху України, колишній депутат Броварської районної ради, почесний громадянин міста Бровари.

## Біографія
Юнаком, під час Другої світової війни, поширював у рідному селі Угорники агітаційні листівки УПА.
У 1949 році військовий трибунал засудив його до 25 років виправно-трудових таборів, з яких він відсидів 6 років і 8 місяців.
Працював на Мідному руднику Карагандинської області. Після амністії та повернення додому працював слюсарем, електриком.
Закінчив Львівський лісотехнічний інститут.
Працював у «Будбанку» головним інженером відділу капітального будівництва Ясинуватського виконкому Донецької області, начальником кошторисно-договірного відділу Донецького тресту «Сільбуд».
З 1976 року проживав у Броварах Київської області.
Багато років[коли?] очолював осередок Народного Руху України.
З 2007 року присвоєно звання «Почесний громадянин міста Бровари».
Станом на травень 2013 року проживає у Києві на житловому масиві Вигурівщина-Троєщина.
Помер 3 квітня 2018 року.